# Chișcar
Chișcarul sau chișcarul carpatic (Eudontomyzon danfordi), numit și cicar, țipar, cicălău, pișcar este un "pește" ciclostom primitiv dulcicol din   familia petromizonide (Petromyzonidae) endemic pentru bazinul Dunării.  În România este răspândit în cursurile repezi de munte, în special în cele din Ardeal: Criș, Mureș, Someș, Vișeu. Ușor de recunoscut după forma cilindrică a corpului, gura rotundă prevăzută cu formațiuni odontoide tari, cornoase și lipsa înotătoarelor perechi. Pe spinare, spre coadă, posedă două înotătoare dorsale unite - la exemplarele în vârstă - și distanțate la tineret. Are și o înotătoare caudală. Întreaga înfățișare aduce mai mult cu un șarpe. Ajunge până la 30 cm lungime. Spatele este albastru-cenușiu sau cenușiu-cafeniu închis; laturile - cenușiu-gălbui; abdomenul galben deschis sau albicios. Stă ascuns în tulbureala apei, în nămol, iese de acolo pentru a ataca peștii (zglăvoaca, păstrăvul, grindelul, mreana vânătă, mihalțul) de care se agață imediat cu gura sa rotundă ca o ventuză de piele și cu ajutorul lamelor tăioase, despică repede carnea și suge sângele. Nu-i displac cadavrele de pești sau a altor animale. Larvele stau ascunse în nămol și nu atacă peștii, hrănindu-se  cu animale mici și resturi organice.